# Donja Rasovača
Donja Rasovača (cyr. Доња Расовача) – wieś w Serbii, w okręgu niszawskim, w gminie Merošina. W 2011 roku liczyła 536 mieszkańców.